# Чередниченко, Татьяна Васильевна
Татья́на Васи́льевна Чередниче́нко (1 сентября 1955 — 28 ноября 2003) — российский учёный-музыковед

, культуролог, критик, журналистка. Доктор искусствоведения, член Союза композиторов СССР (с 1989 года), в 1990—1994 годах член Творческой комиссии Союза композиторов по критике. Награждена Патриаршей рождественской грамотой (2000), премией и дипломом за лучшую публикацию в рубрике «публицистика» в журнале «Новый мир» (1996).

## Биография и творчество
После окончания Центральной средней специальной школы при Московской государственной консерватории им. П. И. Чайковского, училась на теоретико-композиторском факультете, затем — в аспирантуре той же консерватории.
В 1980 году защитила диссертацию на соискание степени кандидата философских наук по теме «Структура художественной оценки. На материале музыкальной критики», в 1989 году — доктора искусствоведения по теме «Тенденции западной музыкальной эстетики. Методологические парадоксы науки о музыки».
Участвовала в реконструкции классических русских опер по архивным источникам: «Князь Игорь» А. П. Бородина (поставлена в Вильнюсской опере, 1974, в Большом театре, 1994); Рождественская драма — Комедия на Рождество Христово св. Митрополита Димитрия Ростовского (поставлена в Московском камерном музыкальном театре, 1976); «Жизнь за царя» М. И. Глинки (поставлена в Большом театре, 1989).
Осуществляла эквиритмические переводы немецкой и английской поэзии для изданий вокальных произведений Бетховена и Шуберта (издательство «Музыка», 1977—1983).
Подготовила ряд статей для «Музыкального энциклопедического словаря» (под ред. Г. В. Келдыша, М., «Советская энциклопедия», 1990), в частности, статью «Произведение музыкальное», в которой указала на историческую ограниченность этой формы результата деятельности композитора (что в течение долгого времени считалось недопустимым в популярной советской литературе).
Осуществляла в качестве автора и ведущей телевизионный проект «Лексикон истории культуры» (1993—1998), участвовала в качестве приглашенного эксперта в телепрограммах российских телеканалов, выступала в качестве приглашенного эксперта в радиопрограммах (1989—2001). С 1999 года была членом редколлегии журнала «Новый мир».

## Труды

### Монографии
1. Чередниченко Т. В. Кризис общества — кризис искусства. Музыкальный авангард и поп-музыка в системе буржуазной идеологии. Монография. Москва, «Музыка», 1985, 191 с. (2-е изд. — 1987).
2. Чередниченко Т. В. Современная марксистско-ленинская эстетика музыкального искусства. Проблемы и перспективы развития (монография). Москва, «Советский композитор», 1988, 320 с.
3. Чередниченко Т. В. Тенденции современной западной музыкальной эстетики. К анализу методологических парадоксов науки о музыке. Монография. Москва, «Музыка», 1989, 222 с.
4. Чередниченко Т. В. Музыка в истории культуры. Монография. В двух томах. Долгопрудный, «Аллегро-пресс», 1994 (2-е изд.: однотомник (344 с.), Бишкек, «Фонд Сорос—Кыргызстан», Фирма «Айбек»,1996).
5. Чередниченко Т. В. Типология советской массовой культуры. Между «Брежневым» и «Пугачевой». Москва, «РИК Культура», 1994.
6. Чередниченко Т. В. Россия 90-х в слоганах, рейтингах, имиджах: Актуальный лексикон истории культуры. Москва, «Издательство НЛО», 1999, 415 с.
7. Чередниченко Т. В. Музыкальный запас. 1970-е. Проблемы. Портреты. Случаи. Москва. «Издательство НЛО», 2001.

### Статьи и заметки
Более трехсот статей, заметок, рецензий в различных специальных и популярных изданиях. Список статей (возможно, полный) по 2001 год приведен в Автобиобиблиографии.
- Публикации в журнале «Новый мир» (1993—2003 годы)